# St. Johannes Baptist (Gimbte)

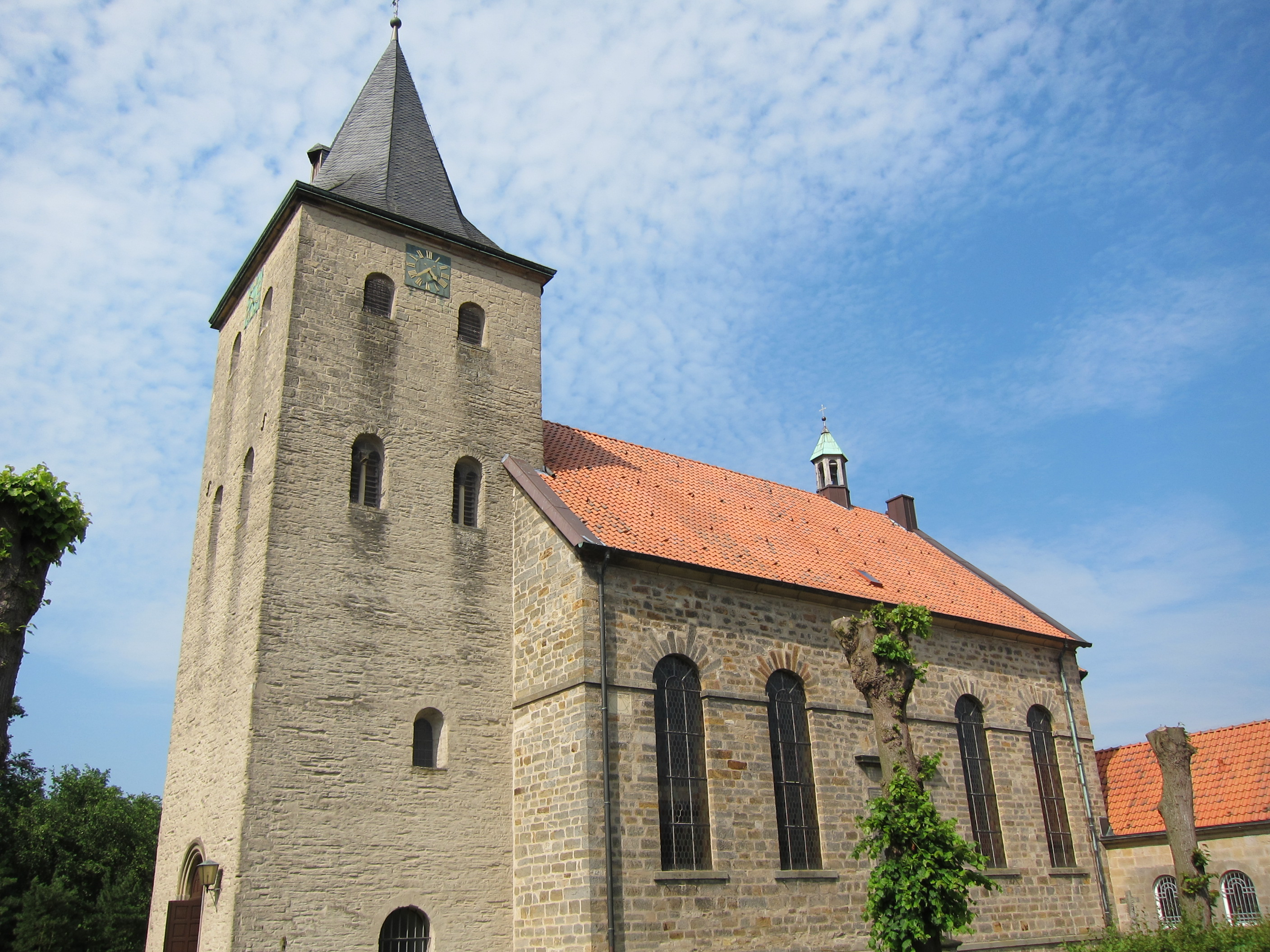
St. Johannes

Die katholische Pfarrkirche St. Johannes Baptist ist ein denkmalgeschütztes Kirchengebäude in Gimbte, einem Ortsteil von Greven im Kreis Steinfurt in Nordrhein-Westfalen.

## Geschichte und Architektur
Das Gebäude wurde als Eigenkirche auf einem Bischöflichen Haupthof errichtet. Die Pfarre wurde vor 1040 gegründet. Das Kollationsrecht lag bei der Äbtissin des Stiftes Überwasser in Münster.
Der Westturm stammt aus dem zwölften Jahrhundert. Der ursprüngliche Eingang lag auf der Südseite. Die Nordtür im ersten Geschoss ist vermauert. Das Westportal und das Obergeschoss wurden 1846 erbaut. Der klassizistische Saal, in Werkstein gearbeitet, hat einen polygonalen, eingezogenen Chor. Er ist mit 1836 bezeichnet.

## Ausstattung

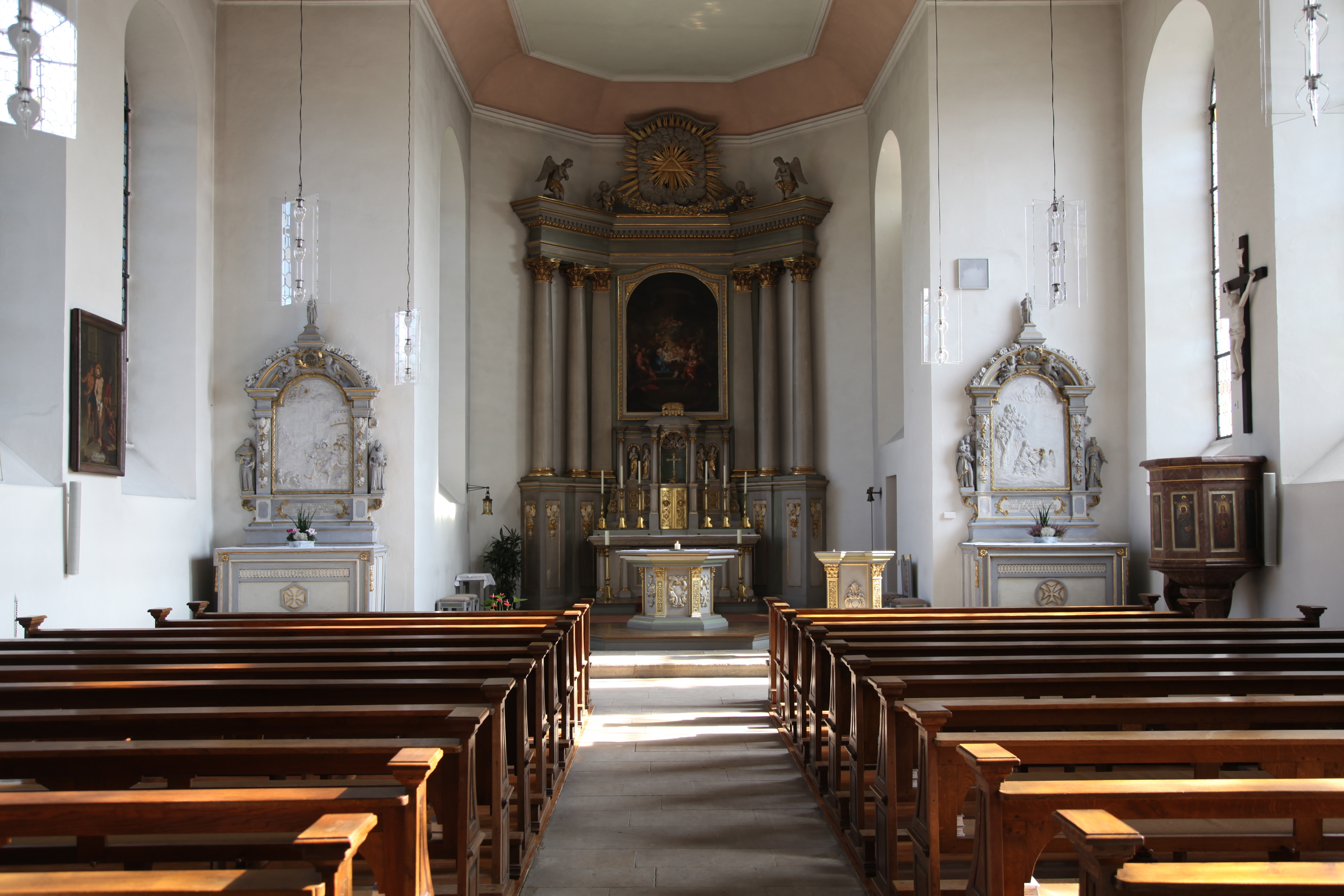
Blick auf den Altarraum

- Taufstein in zylindrischer Form vom 12. Jahrhundert
- Seitenaltar mit einer Darstellung der Steinigung des Hl. Stephanus, sowie des Evangelisten Johannes auf Patmos, bezeichnet 1699
- Vesperbild aus Holz vom 17. Jahrhundert
- Lebensgroße Gruppe aus Holz mit der Darstellung der Taufe Christi von Heinrich Ansum. Sie wurde ursprünglich 1726 für die Taufkapelle des Domes in Münster geschaffen.
- In der Sakristei wird eine spätgotische Johannisschüssel aufbewahrt.[1]

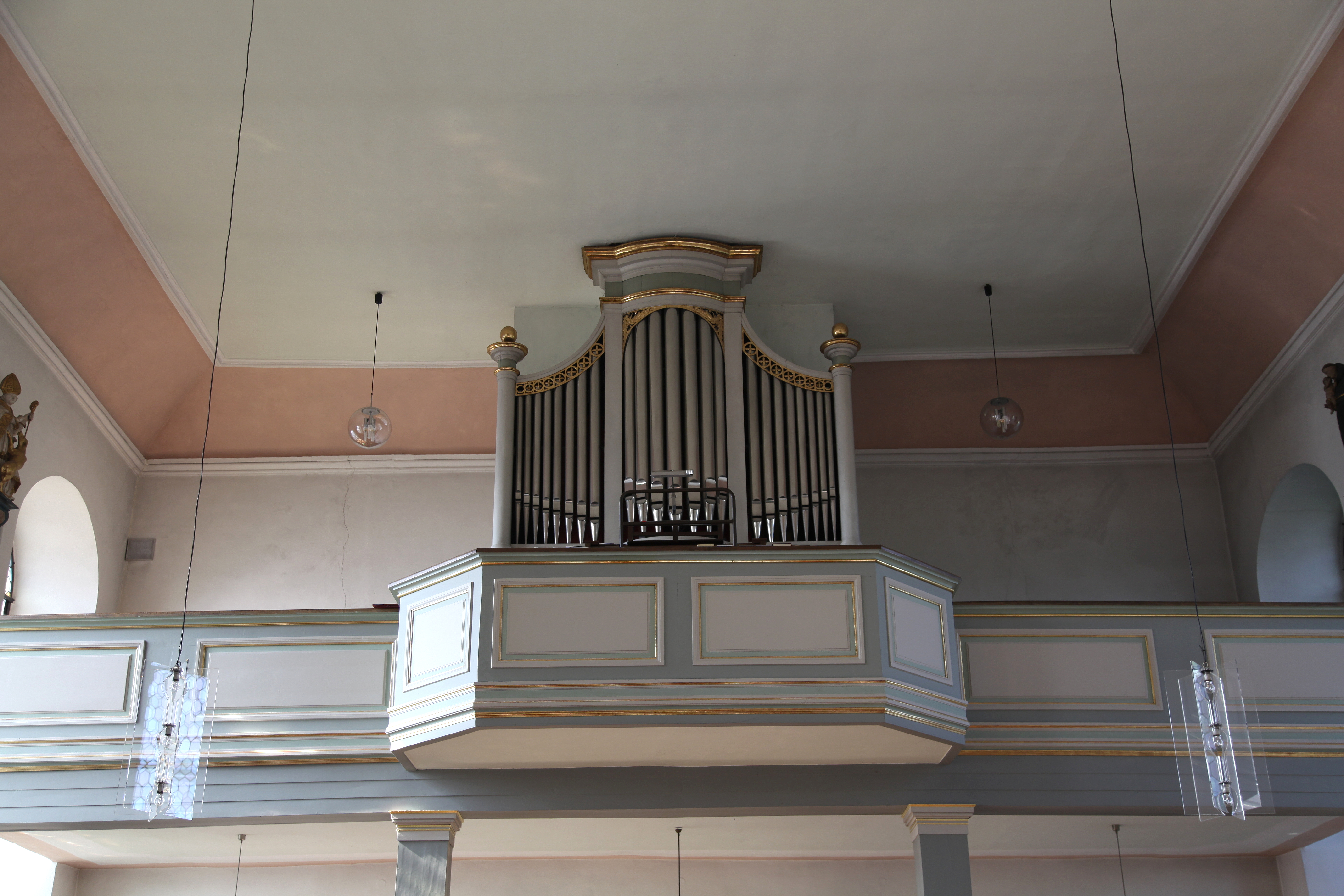
Blick auf die Orgel

Die Orgel wurde von dem Orgelbauer Friedrich Fleiter (Münster) erbaut. Das Schleifladen-Instrument hat 18 Register auf zwei Manualen und Pedal. Die Spieltrakturen sind mechanisch, die Registertrakturen sind elektrisch.
| I Hauptwerk C–g3 |            |        |
| 1.               | Prinzipal  | 08′    |
| 2.               | Pommer     | 08′    |
| 3.               | Oktave     | 04′    |
| 4.               | Rohrflöte  | 04′    |
| 5.               | Waldflöte  | 02′    |
| 6.               | Mixtur III | 01 ⁄3′ |
| 7.               | Trompete   | 08′    |
|                  | Tremulant  |        |

| II Brustwerk C–g3 |                |        |
| 8.                | Gedackt        | 08′    |
| 9.                | Gedacktflöte   | 04′    |
| 10.               | Sesquialter II | 02 ⁄3′ |
| 11.               | Prinzipal      | 02′    |
| 12.               | Zimbel         | 01⁄2′  |
| 13.               | Rohrschalmei   | 08′    |
|                   | Tremulant      |        |

| Pedal C–f1 |              |     |
| 14.        | Subbass      | 16′ |
| 15.        | Oktavbass    | 08′ |
| 16.        | Gedacktbass  | 08′ |
| 17.        | Piffaro II 0 | 04′ |
| 18.        | Posaune      | 16′ |

- Koppeln: II/I, I/P, II/P.